# Кочура Максим Дмитрович
Макси́м Дми́трович Кочу́ра (26 серпня 1994 — 7 серпня 2014) — солдат Збройних сил України, учасник російсько-української війни.

## Короткий життєпис
Народився 1994 року в Дніпродзержинську в родині металургів; закінчив 9 класів ЗОШ № 34. По тому — енергетичний коледж, де вивчав інформаційні технології. Працював у ТОВ «Укрспецбудмонтаж». Подав документи до гірничого університету.
В часі війни у травні 2014-го пішов добровольцем на фронт. Солдат, номер обслуги 40-го батальйону територіальної оборони «Кривбас».
Бійці батальйону отримали завдання встановити блокпост поблизу Мар'янівки (Старобешівський район, Донецька область), та натрапили на угруповання терористів у цьому районі. В бою 7 бійців було поранено, а майор Володимир Кордабньов загинув. У бою також брали участь бійці розвідувального батальйону з Черкаського, 3-го оп СпП, 51-ї ОМБР, «Правого сектору», було зруйновано блокпост і ДОТ супротивника, знищено машину з прибулим підкріпленням бойовиків. Всього було ліквідовано до роти терористів. Максим загинув імовірно від пострілу снайпера — куля влучила в район серця і пробила бронежилет. До лікарні його довезти не встигли.
Був єдиним сином у Оксани Андріївни і Дмитра Сергійовича Кочур.

## Нагороди та вшанування
- 15 травня 2015 року — за особисту мужність і героїзм, виявлені у захисті державного суверенітету та територіальної цілісності України, вірність військовій присязі під час російсько-української війни, відзначений — нагороджений орденом «За мужність» III ступеня (посмертно)
- його портрет розміщений на меморіалі «Стіна пам'яті полеглих за Україну» у Києві: секція 2, ряд 8, місце 19
- нагороджений пам'ятною відзнакою міського голови — нагрудним знаком «Захисник України» (розпорядження міського голови міста Кам'янське від 11.10.2016 року; посмертно)
- Іловайський Хрест (посмертно)
- На фасаді СШ № 34 встановили меморіальну дошку його честі.